# Walam Olum

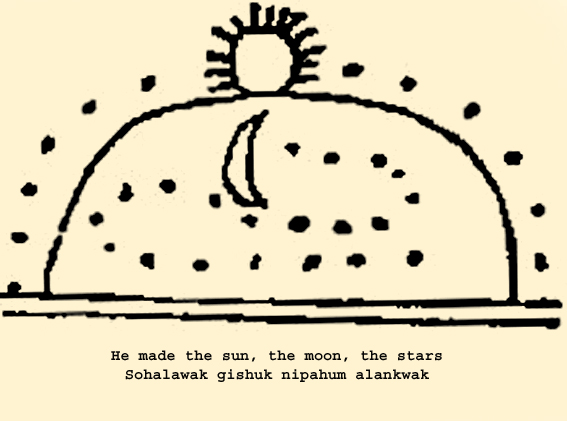
Jeden z piktogramów Walam Olum

Walam Olum (dosł. „Czerwone zapiski”) – odnaleziona rzekomo w I połowie XIX wieku kronika indiańskiego plemienia Delawarów, współcześnie uważana za literacką mistyfikację.
Istnienie i tekst Walam Olum ogłosił po raz pierwszy w 1836 roku na łamach pracy The American Nations Constantine Samuel Rafinesque (1783-1840), urodzony w Konstantynopolu francuskiego pochodzenia przyrodnik, zajmujący się amatorsko historią, archeologią, filologią i badaniami etnograficznymi. Jak twierdził, w poprzedniej dekadzie w jego ręce trafiły cedrowe deseczki pokryte piktogramami, którymi zapisano metryczny poemat zawierający świętą historię ludu Delaware. Rafinesque miał się nauczyć języka plemienia i rozszyfrować tajemnicze pismo, a następnie ogłosił tłumaczenie tekstu na język angielski.
Poemat zawiera opowieść o stworzeniu świata, potopie oraz opis migracji Delawarów z terenów Azji do Ameryki Północnej, zakończonej wojną z zamieszkującymi ten kontynent budowniczymi megalitów. Przez kilkadziesiąt lat badacze i literaci podzieleni byli na dwa obozy, przyjmujący autentyczność tekstu i odrzucający go jako fałszerstwo. Ukazało się też kilka nowych „tłumaczeń” Walam Olum, będących rewizjami tekstu Rafinesque’a.
Obecnie autentyczność Walam Olum jest powszechnie odrzucana przez badaczy. Rzekomych drewnianych tabliczek z tekstem poematu, które miały się znajdować w rękach Rafinesque’a, nie widział nigdy żaden niezależny świadek. Sam Rafinesque był postacią kontrowersyjną, erudytą przypisującym sobie znajomość kilkunastu języków i większości ówczesnych dziedzin wiedzy, a jego pisma mimo znaczenia dla rozwoju nauki pełne są jednak dyletanckich błędów. Opowieść zawarta w poemacie prezentuje natomiast pseudohistoryczne poglądy XIX-wieczne na temat znajdujących się w Ameryce Północnej monumentalnych kurhanów. Ówcześnie przypisywano ich wzniesienie zaawansowanej cywilizacji białych ludzi przybyłych z Atlantydy, których kultura miała zostać zniszczona na skutek inwazji barbarzyńskich Indian. Etnografowie nigdy nie potwierdzili znajomości w kulturze Delawarów mitów przypominających treść Walam Olum.